# MakeHuman
MakeHuman és un programa de tractament d'imatges 3D que genera humanoides paramètrics; similar al Poser o al DAZ Studio, però sota llicència GPL i disponible per a Linux a més de Windows i Mac OS X. Està escrit en C++ i per a renderitzat necessita l'Aqsis.

## Història
L'antecessor del MakeHuman és Makehead, un script del Blender escrit en Python per Manuel Bastioni. Tan sols modelava part del cap.
MakeHuman va néixer quan Manuel Bastioni va publicar un escrit als fòrums de kino3d l'any 2000. Quatre mesos després Filippo Di Natale i Mario Latronico van programar la primera versió alpha del MakeHuman, sota llicència GPL i que ja permetia crear un humanoide sencer. Al principi el projecte estava hostatjat al web del Blender.
A la versió 1.6 (8 de gener del 2004) la complexa GUI va ser totalment reescrita i la web es va mudar a dedalo3d.
Paolo Colombo va reescriure completament el MakeHuman 0.8a (3 de novembre del 2005) en C, així incorporava una nova interfície, era multiplataforma i totalment independent del Blender.